# Sackmäuler
Die Sackmäuler (Saccopharynx) oder Schlinger sind Tiefseefische, die im Atlantik, Pazifik und Indischen Ozean in Tiefen bis 4500 Meter leben. Sie sind die einzige Gattung der Familie Saccopharyngidae und gehören zu der Unterordnung der Pelikanaalartigen (Saccopharyngoidei).

## Merkmale
Sackmäuler werden 60 Zentimeter bis 1,60 Meter lang, wobei der Schwanz länger als der übrige Körper ist. Die Wirbelzahl beträgt 150 bis 300. Ihr Maul ist groß, stark dehnbar und mit nach hinten gekrümmten Zähnen besetzt. Vomer und Parasphenoid, zwei Schädelknochen, fehlen. Die Brustflossen sind klein aber gut entwickelt.
Eine Besonderheit dieser Fische ist, dass das Seitenlinienorgan, nicht wie bei den anderen Fischen in einem Kanal unter der Haut, sondern außen am Körper liegt. Vermutlich sind die Fische so empfindlicher gegenüber Druckwellen im Wasser, so dass sie leichter Beutetiere, die sich bewegen, wahrnehmen und aufspüren können.

## Leuchtorgan
Am Ende des langen, immer dünner werdenden Schwanzes tragen sämtliche Sackmäuler ein Leuchtorgan. Es ist noch unbekannt, welche Funktion es hat. Auch die anderen Leuchtorgane, die die Sackmäuler haben, stellen ein Rätsel dar. Von der Oberseite des Schädels bis zum Schwanz verlaufen zwei Furchen, die ein weiß leuchtendes Gewebe enthalten, das ein schwaches Licht verbreitet. Das eigentliche Leuchtorgan befindet sich in den letzten 15 cm des Schwanzes. Außerdem sind noch diverse kleine farbige Warzen (Papillen) über den Körper verteilt. Diese Papillen erzeugen ständig ein rosafarbenes Licht. Das Leuchtorgan im Schwanz kann zusätzlich zu einem ständigen rötlichen Glimmen auch Lichtblitze aussenden.

## Arten
- Saccopharynx ampullaceus (Harwood, 1827)
- Saccopharynx berteli Tighe & Nielsen, 2000
- Saccopharynx flagellum Cuvier, 1829
- Saccopharynx harrisoni Beebe, 1932
- Saccopharynx hjorti Bertin, 1938
- Saccopharynx lavenbergi Nielsen & Bertelsen, 1985
- Saccopharynx paucovertebratis Nielsen & Bertelsen, 1985
- Saccopharynx ramosus Nielsen & Bertelsen, 1985
- Saccopharynx schmidti Bertin, 1934
- Saccopharynx thalassa Nielsen & Bertelsen, 1985
- Saccopharynx trilobatus Nielsen & Bertelsen, 1985